# Cineto Romano
Cineto Romano – miejscowość i gmina we Włoszech, w regionie Lacjum, w prowincji Rzym.
Według danych na rok 2004 gminę zamieszkiwało 611 osób, 61,1 os./km².